# Robert Olin (läkare)
Robert Olin, född 9 november 1932, död 21 juni 2022 i Simrishamn, var en svensk läkare och professor i socialmedicin med arbetsmedicinsk inriktning.
Olin disputerade 1971 vid Karolinska Institutet. Han skrev flera böcker om fibromyalgi och andra så kallade nya diagnoser.